# Wasserkuppe
De Wasserkuppe is de hoogste berg in de Duitse deelstaat Hessen. De berg is met 950 meter tevens de hoogste top van het Rhöngebergte. Op de zuidhelling van de berg ontspringt de rivier de Fulda, een van de twee grote bronrivieren van de Wezer.
De naam Wasserkuppe komt van het Oud-Duitse woord voor weide, en niet van het huidige Duitse woord Wasser, dat water betekent. 
Boven staat een radarkoepel. Vlak bij de top is een centrum voor informatie over zweefvliegen. Bij veel piloten staat deze bergtop ook wel bekend als "Der Berg der Flieger". Op de westhelling van de Wasserkuppe staat een monument voor gevallen piloten. Oskar Ursinus was een Duitse luchtvaartpionier die vooral bekend is door zijn bijdragen aan zweefvliegen. Zijn bijnaam was Rhönvater, omdat hij op de Wasserkuppe in 1920 Duitslands eerste zweefvliegclub oprichtte.

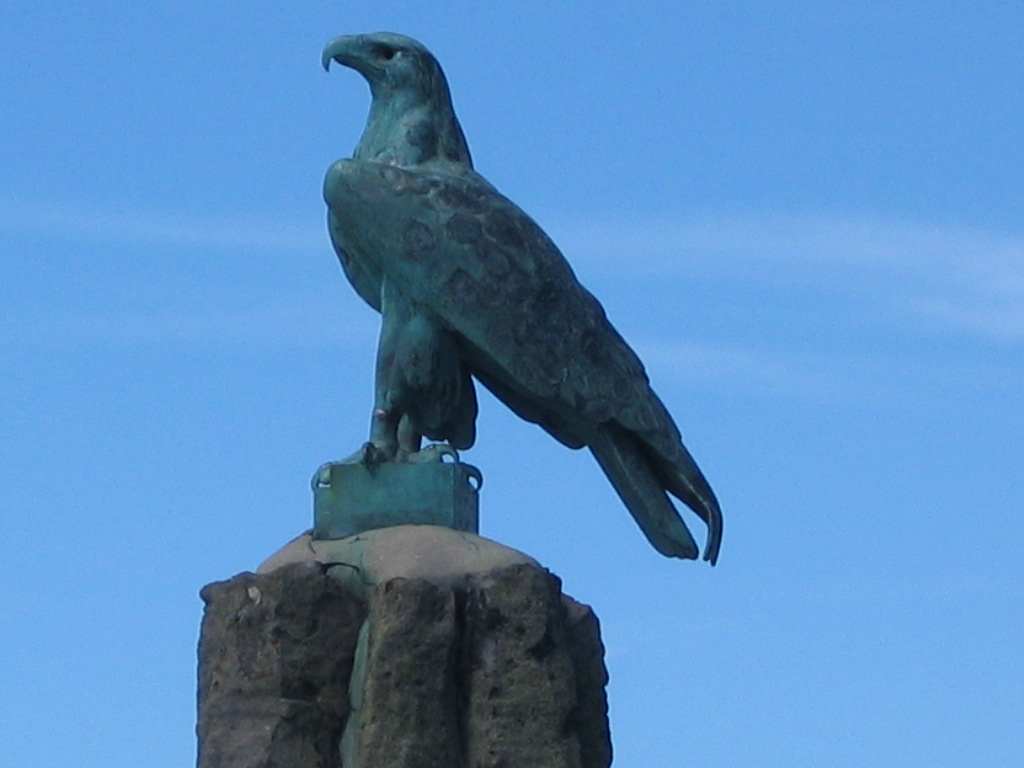
Monument voor gevallen piloten

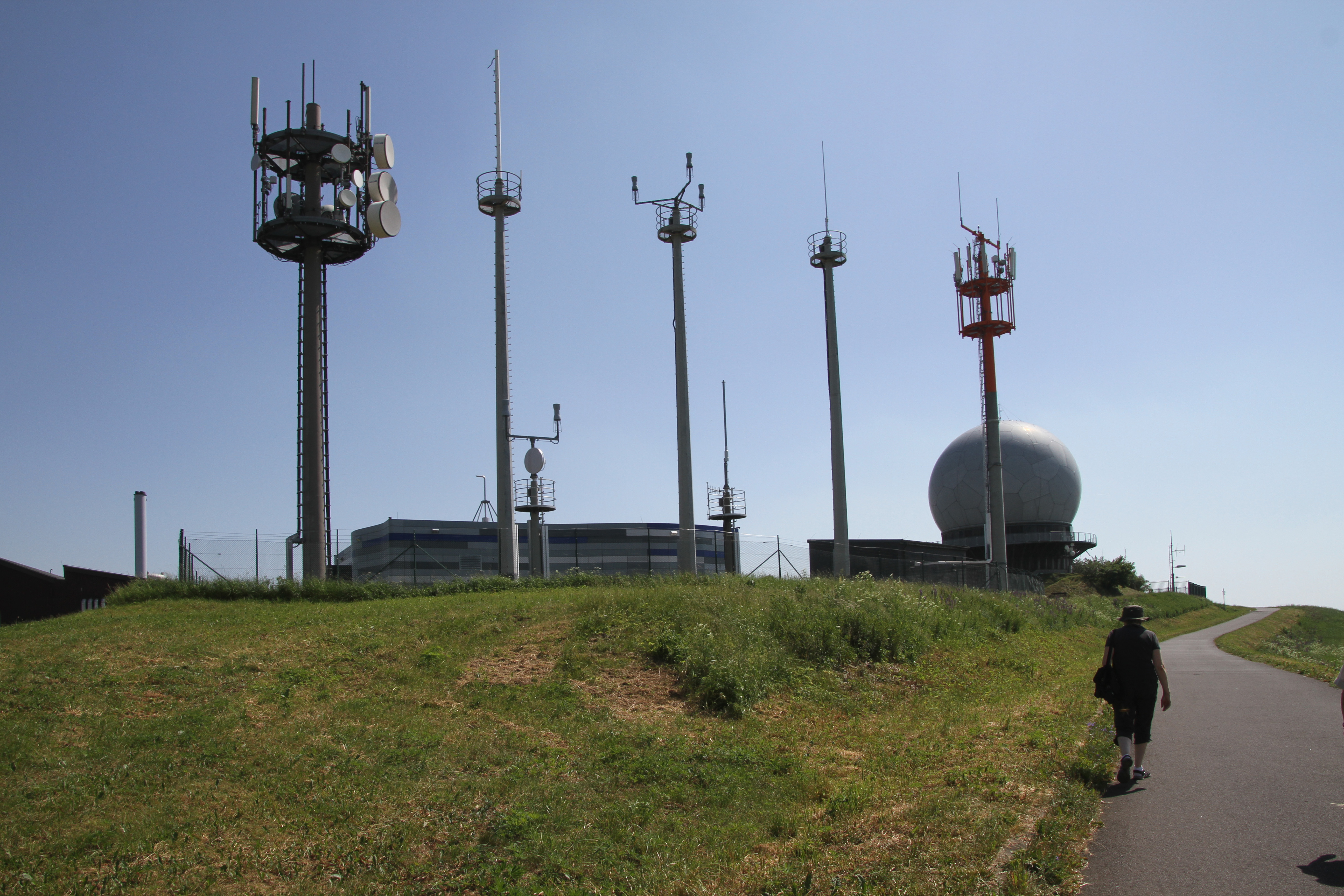
Radarstation op de Wasserkuppe